# توزیع یکنواخت پیوسته
در نگرش (نظریه) آمار و احتمال، توزیع یکنواخت پیوسته یا توضیح راست گوشه از هم شاخه‌های توزیع‌های احتمال متقارن است. همچنین طول تمام فواصل هر عضو شاخه تحت این توزیع احتمال يكسان است. کران(support) با دو مقدار a و b که کمینه و بیشینه هستند تعریف می‌شود. شکل مختصر توزیع اغلب (U(a,b چنین است.

## تابع چگالی احتمال
تابع تابع چگالی احتمال یک توزیع یکنواخت پیوسته چنین می‌باشد.
{\displaystyle f(x)=\left\{{\begin{matrix}{\frac {1}{b-a}}&\ \ \ \mathrm {for} \ a\leq x\leq b,\\\\0&\mathrm {for} \ x<a\ \mathrm {or} \ x>b,\end{matrix}}\right.}
مقدار {\displaystyle f(x)} در کران معمولاً مهم نیست، زیرا مقدار انتگرال {\displaystyle f(x)dx} در هر فاصله‌ای بدون تغییر (ثابت) می‌ماند؛ و نه {\displaystyle xf(x)dx} و نه هر مرتبه بالاتری. بسته به مکان متغیر {\displaystyle x} گاهی مقدار تابع صفر و گاهی {\displaystyle {\frac {1}{b-a}}}. در حالت دوم در زمینه برآورد به روش حداکثر احتمال مناسب است. در آنالیز فوریه، یکی ممکن است مقدار {\displaystyle f(a)} یا {\displaystyle f(b)} که {\displaystyle {\frac {1}{2(b-a)}}} باشد را بردارد. تبدیل معکوس بسیاری از تبدیل‌های انتگرالی این تابع یکنواخت به شکل خودش است. (به عبارتی تصویر خودش است)
{\displaystyle F(x)={\begin{cases}{\frac {1}{2\sigma {\sqrt {3}}}}\quad &{\text{for}}-\sigma {\sqrt {3}}\leq x-\mu \leq \sigma {\sqrt {3}}\\0&{\text{otherwise}}\end{cases}}}

## تابع توزیع تجمعی
تابع توزیع تجمعی چنین:
{\displaystyle F(x)={\begin{cases}0&{\text{for }}x<a\\{\frac {x-a}{b-a}}&{\mbox{for }}a\leq x<b\\1&{\mbox{for }}x\geq b\end{cases}}}
است؛ و همچنین معکوس آن
{\displaystyle F^{-1}(p)=a+p(b-a)\quad for\quad 0\leq p\leq 1}
این چنین است. با نماد میانگین σ و واریانس μ شکل تابع توزیع تجمعی چنین است.
{\displaystyle F(x)={\begin{cases}0&{\text{for }}x-\mu <-\sigma {\sqrt {3}}\\{\frac {1}{2}}\left({\frac {x-\mu }{\sigma {\sqrt {3}}}}+1\right)&{\text{for }}-\sigma {\sqrt {3}}\leq x-\mu <\sigma {\sqrt {3}}\\1&{\text{for }}x-\mu \geq \sigma {\sqrt {3}}\end{cases}}}
که در چنین حالتی معکوس آن چنین نمایشی دارد.
```
                                                         

  

    

      

        

          
F

          

            
−

            
1

          

        

        
(

        
p

        
)

        
=

        
σ

        

          

            
3

          

        

        
(

        
2

        
p

        
−

        
1

        
)

        
+

        
μ

        

        

          
for

        

        

        
0

        
≤

        
p

        
≤

        
1

      

    

    
{\displaystyle F^{-1}(p)=\sigma {\sqrt {3}}(2p-1)+\mu \quad {\text{for}}\quad 0\leq p\leq 1}

  

```

## تابع مولد

### تابع مولد گشتاور
تابع مولد گشتاور چنین است.
{\displaystyle M_{x}=E(e^{tx})={\frac {e^{tb}-e^{ta}}{t(b-a)}}\,\!}
که در هنگام محاسبه کردن مقادیر {\displaystyle m_{k}} از رابطه زیر بدست می‌آید.
{\displaystyle {\begin{cases}m_{1}={\frac {a+b}{2}}\\m_{2}={\frac {a^{2}+ab+b^{2}}{3}}\\\quad \quad .\\\quad \quad .\\m_{k}={\frac {1}{k+1}}\sum _{i=0}^{k}a^{i}b^{k-i}\end{cases}}}

## توزیع یکنواخت استاندارد
هر گاه {\displaystyle a=0} و {\displaystyle b=1} باشد، آنگاه توزیع یکنواخت پیوسته را توزیع یکنواخت پیوسته استاندارد گویند.